# Una sangre
Una sangre (del inglés: One blood) es la cuarta producción discográfica de estudio de la cantautora mexicana Lila Downs el cual salió a la venta de forma simultánea en abril de 2004 en Estados Unidos, España y México. Producido por Lila Downs, Paul Cohen y Celso Duarte este disco es grabado en la Ciudad de México, los temas en este álbum hablan sobre la migración, la discriminación y el caso de la defensora mexicana de derechos humanos Digna Ochoa.

## Información del álbum
Una sangre contiene 13 temas de los cuales 3 son en inglés, 1 en triqui, 1 en purépecha y 8 en español las letras son de la autoría de Lila Downs, Paul Cohen, Celso Duarte, José Martí y canciones del dominio público abarcando sonidos como son jarocho, chilena, jazz, rock y folk. Con este álbum Lila Downs obtuvo un gran éxito y reconocimiento a nivel internacional ya que alcanzó los primeros lugares de popularidad en Estados Unidos, México, España, Reino Unido, Alemania y en Francia se colocó entre los primeros lugares de los "Top charts" de música mundial.

## Lista de canciones
| Una sangre |                                 |                 |          |  |
| N.º        | Título                          | Escritor(es)    | Duración |  |
| 1.         | «Viborita»                      | Tradicional     | 4:16     |  |
| 2.         | «Dignificada»                   | Downs/Cohen     | 3:44     |  |
| 3.         | «Cielo rojo»                    | Hermanos Zaizar | 3:55     |  |
| 4.         | «La bamba»                      | Tradicional     | 4:13     |  |
| 5.         | «One blood»                     | Lila Downs      | 4:38     |  |
| 6.         | «Malinche»                      | Downs/Cohen     | 4:03     |  |
| 7.         | «Tirineni tsïtsïki (Purépecha)» | Tradicional     | 3:20     |  |
| 8.         | «La cucaracha»                  | Tradicional     | 4:38     |  |
| 9.         | «Mother jones»                  | Downs/Cohen     | 3:28     |  |
| 10.        | «Paloma negra»                  | Tomás Mendez    | 4:30     |  |
| 11.        | «Brown paper people»            | Downs/Cohen     | 4:16     |  |
| 12.        | «Una sangre»                    | Downs/Cohen     | 3:26     |  |
| 13.        | «Yanahuari ni’n»                | Tradicional     | 1:23     |  |

## Datos de lanzamiento
| País          | Fecha | Sello               | Formato | Catálogo |
| Internacional | 2004  | EMI, Virgin Records | CD      | 04929    |

## Sencillos
- "Viborita"
- "Dignificada"
- "La bamba"
- "One blood"
- "Mother jones"